# Tercja (geografia)
Tercja geograficzna – jednostka do pomiaru kątów pomiędzy równikiem a równoleżnikiem przechodzącym przez dany punkt na Ziemi (szerokość geograficzna) lub południkiem zerowym a południkiem przechodzącym przez dany punkt na Ziemi (długość geograficzna). 
1 tercja = 60 kwart = 1/60 sekundy = 1/3600 minuty = 1/216000 stopnia, 
czyli
 1‴ = 60⁗ = 1/60″ = 1/3600′ = 1/216000°

## Tercja szerokości geograficznej
Na powierzchni Ziemi odcinek jednej tercji geograficznej równa się 0,514 m wzdłuż każdego południka.

## Tercja długości geograficznej
Podobną wartość osiąga na obwodzie równika (0,515 m), jednak wraz ze wzrostem szerokości geograficznej odcinek tercji kątowej na obwodach kolejnych równoleżników jest coraz mniejszy, a na samych biegunach geograficznych skraca się do zera.